# Andreas Nilsson (handbollsspelare, 1971)
Bo Andreas Nilsson, född 20 augusti 1971 i Halmstad, är en svensk tidigare handbollsspelare i HK Drott, uppvuxen i stadsdelen Vallås i Halmstad. Han spelade i mittförsvaret.
Andreas Nilsson var med och blev svensk mästare med HK Drott 2002. Året efter gick det inte lika bra för Drott och Nilsson. Laget blev trea i elitserien och åkte ut i SM-semifinalen mot de blivande mästarna Redbergslids IK. Han slutade med handbollen några år senare men gjorde flera comebacker.
Sedan ca 2005 arbetar Nilsson som fastighetsmäklare i Halmstad.